# スカルファック
スカルファック (Skull fuck) は、アダルトビデオ用語である。

## 概説
女性の膣に男性の頭を挿入するというスカルファックは、実際に行えるかどうか非常に疑わしい行為である。出産の際には胎児の頭骨は変形して出てくるうえに、成人した男性の頭は胎児のものより非常に大きくなっているためである。
ポルノ写真においていくつかスカルファックの写真が出回っていたが、男性が首を折り曲げ女性の膣に押し当てることでそれらしく見せている写真との区別がつかず、真偽は不明であった。
近年はアダルトビデオやインターネット上の動画投稿サイトで、実際に可能な女優の存在が示唆されているが、これも真偽は不明である。
なお、英語では"skull fuck"という表現は一般には頭部にある穴（特に口腔以外の眼窩などの穴）に男性器を挿入することを意味し、非常に強い侮蔑の表現として用いられる。

## 文化的影響
過激な性的表現でも知られた写真家ロバート・メイプルソープは、頭部に呼吸用のチューブが付いたスカルファック用とされるレザースーツを着用した男性の写真作品を発表している。
また、アメリカのノイズ・バンドLive Skullには、"Skull Fuck"というタイトルのビデオ作品がある。
丸尾末広の漫画「農林一号」では、夫の不倫に激怒した妻がスカルファックの末、首の骨を折るシーンがある。

## 死亡事故
骨盤の関節を外すため麻酔などが必要な場合がほとんどで、特別なイベントのためのショーとして知られるが、過去にアメリカ・ニューヨークで死亡事故が起こったこともあり、現在プレイとしてこれを実行する人やショーとして売り物にするイベントはほぼ見当たらない。